# بيير ديفيد (سياسي)
بيير ديفيد هو سياسي بلجيكي، ولد في 9 يناير 1771 في فيرفييتوا في بلجيكا، وتوفي بنفس المكان في 30 يونيو 1839. انتخب member of the National Congress of Belgium ‏ (1830 – 1831) وانتخب province council member ‏.